# 黄锡萍
黄锡萍（？—），中国前女子乒乓球运动员。她曾获得1974年、1977年和1978年全国乒乓球锦标赛的女子单打冠军。她也在第三届全国运动会上获得女子单打项目的铜牌。